# Messergriff K 1103
Der Messergriff K 1103 ist der aus Elfenbein gefertigte Griff eines Prunkmessers aus der prädynastischen Periode (Naqada IId, um 3200 v. Chr.) der ägyptischen Geschichte. Er wurde Anfang der 1990er Jahre auf dem Friedhof U in Umm el-Qaab bei Abydos gefunden.

## Fundumstände
Die Fragmente dieses Messergriffs stammen aus dem Grab U-127. Das Grab ist etwa 1,80 m breit, 4 bis 5 m lang und hat eine Tiefe von etwa 1,70 m unter dem Wüstenniveau. Es ist besonders im Südbereich stark gestört. In der Grube wurden Reste einer hölzernen Auskleidung und eines Holzsarges gefunden. Zum Grabinventar gehörten zahlreiche Keramikgefäße und Gegenstände aus Elfenbein, Stein, Flint und Gold. Neben den hier beschriebenen Fragmenten waren dies die Fragmente des ebenfalls verzierten Dolchgriffs K 1104, Fragmente von zwei weiteren, unverzierten Messergriffen, Würfelstäbe, verschieden geformte Spielsteine aus Elfenbein, Spielkugeln aus Kalkstein, eine zur Hälfte erhaltene Birnenkeule aus Kalzit, ein Fischschwanzmesser, mehrere Mikrolithen, Scheibenperlen, Blattgoldfäden (eventuell von einem Gewand) sowie Bröckchen aus Malachit und Bleiglanz. In der nahen Umgebung wurde noch ein Messer in „ripple-flake“-Technik gefunden, das jedoch keinem bestimmten Grab zugeordnet werden konnte. Durch die Keramik kann das Grab U-127 sicher in die Stufe Negade IId datiert werden.

## Beschreibung
Der Messergriff ist in sechs Fragmenten erhalten, die Menschendarstellungen und Tierreihen zeigen. Vorder- und Knaufseite lassen sich nicht eindeutig bestimmen, da sich erstens kein Knauf erhalten hat und zweitens zwar die Menschendarstellungen rechtsläufig sind, die Tierdarstellungen jedoch nicht linksläufig, sondern vielmehr bustrophedon. Günter Dreyer vermutet allerdings aufgrund der thematischen Ähnlichkeit der Darstellungen auf diesem Griff zu jenen auf dem Gebel-el-Arak-Griff, dass wie bei diesem die Menschendarstellungen zur Vorderseite und die Tierreihen zur Knaufseite gehören. Die Gesamtmaße des Messergriffs lassen sich nicht mehr rekonstruieren. Dreyer schätzt die Breite auf 5 bis 6 cm und vermutet ausgehend von einer jeweiligen Höhe von 0,4 cm, dass auf dem Griff ursprünglich 12 bis 14 Tierreihen abgebildet waren, also noch mehr als auf dem Brooklyn-Messergriff. Auf der gegenüberliegenden Seite rekonstruiert er fünf bis sechs Menschenreihen.

### Fragment K 1103b1
Fragment K 1103b1 hat eine Länge von 4,7 cm, eine Höhe von 1,0 cm und einen Durchmesser von 0,36 bis 0,5 cm. Es ist links bis zum ursprünglichen, zur Klinge hin gelegenen Griffende erhalten. Auf der Rückseite ist das Klingenbett erkennbar.
Das erhaltene Dekor besteht aus zwei rechtsläufigen Menschenreihen. Die untere beginnt mit mindestens vier knienden Männern, eventuell waren es mehr, aber der Bereich rechts von ihnen ist zu stark abgerieben. Die Männer haben kurzes, lockiges, zu konzentrischen Kreisen gelegtes Haar. Sie haben den rechten Arm vor sich gestreckt und lagern ihn auf dem linken Knie. Hinter dieser Gruppe folgen zwei Wächter mit Stäben in den Händen, die je einen Gefangenen mit auf den Rücken gefesselten Armen vor sich her führen. Zuletzt folgt ein weiterer Wächter ohne Stab mit einem weiteren gefesselten Gefangenen. Der Wächter trägt ein Seil um die Schulter und legt seinem Gefangenen die Hand auf den Rücken, wohl um ihn zum Laufen anzutreiben. Alle Männer in dieser Reihe tragen Bärte. Die Stehenden sind in lange, glatte Gewänder gekleidet, die Knienden tragen hingegen nur einen Schurz. Die Gefangenen tragen glattes, gesträhntes, schulterlanges Haar, die beiden vorderen Wächter hingegen tragen gelocktes, bis auf die Brust fallendes Haar. Es scheint entweder nach hinten gekämmt zu sein, oder die Wächter tragen Stirnglatzen. Der hintere Wächter trägt wiederum die Frisur der Knienden.
Die zentrale Figur der oberen Reihe bildet ein nackter Mann, von dem nur die untere Hälfte erhalten ist und der deutlich größer dargestellt ist, als die anderen Personen. Vor ihm steht ein Bogen. Vermutlich stellt er den Anführer der Besiegten dar. Dass er nicht zu den Siegern gehört, wird erstens durch seine Nacktheit gekennzeichnet, denn die Wächter in der unteren Reihe sind alle bekleidet, zweitens ist der Bogen auf ihn gerichtet und nicht von ihm weg. Entsprechend dürften auch bei ihm auf den Rücken gefesselte Arme zu ergänzen sein. Hinter dem Nackten sind die Beine von vier knienden Menschen auszumachen. Ein minimaler Rest einer fünften Person ist zwischen dem Nackten und der Gruppe auszumachen. Die Reihe dürfte sich in gleicher Weise bis zum Griffende fortgesetzt haben, sodass insgesamt acht Kniende angenommen werden können. Zu welcher Partei sie gehörten, ist unsicher, da von ihren Oberkörpern nichts erhalten ist. Da sie aber hinter dem wahrscheinlichen Anführer der Besiegten dargestellt sind, dürften sie wohl zu dessen Partei gehört haben und waren wohl ebenfalls gefesselt dargestellt. Die Darstellung vor dem Bogen ist wegen des schlechten Erhaltungszustandes nur schwer zu erkennen. Es scheint noch eine kniende Figur dargestellt zu sein, die wohl ebenfalls gefesselt ist, davor eventuell eine weitere, größer dargestellte kniende Person, die eine Gabe darbringt. Vor ihr folgt vielleicht noch der Schwanz eines Vogels. Zwischen dem Bogen und der knienden Figur könnte noch der untere Teil einer bildhaften Beischrift erhalten sein.

### Fragment K 1103b2
Das Fragment hat eine Länge von 2,4 cm, eine Höhe von 1,05 cm und einen Durchmesser von 0,45 bis 0,54 cm. Es ist wegen seiner Maserung mit großer Wahrscheinlichkeit über dem Fragment 1103b1 anzuordnen. Zwischen beiden fehlt ein Bildstreifen von mindestens 0,7 cm, wahrscheinlich mehr, sodass noch eine restlos zerstörte Menschenreihe zwischen beiden angenommen werden kann. Über und unter den beiden Fragmenten dürften bei einer angenommenen Griffbreite von 5 bis 6 cm noch weitere 2,5 cm zu ergänzen sein, wodurch noch zwei oder drei weitere Reihen hinzu kämen.
Fragment 1103b2 zeigt eine Reihe von fünf Männern. Sie sind nach rechts gewandt, tragen alle schulterlanges, gesträhntes Haar, Bärte und lange Gewänder. Alle halten verschiedene Gaben in den Händen. Die beiden vordersten halten bauchige Gefäße, die sie auf dem Kopf transportieren. Der dritte hält einen Krummstab, der vierte eine Art Kette (wohl auf einer Schnur aufgereihte Früchte oder Perlen), der fünfte schließlich ein Tierfell. Vor diesen Männern stehen drei Gefäße, wobei das obere auf einem Ständer steht. Die Unterteile der beiden anderen Gefäße sind nicht erhalten, sicherlich sind auch hier Ständer zu ergänzen. Rechts der Gefäße folgt ein längliches Objekt, das in einem Kreuzmuster ausgefüllt ist. Hierbei könnte es sich um einen mit Papyrusstängeln umwickelten Schiffssteven handeln. Oberhalb der Gabenbringer sind die Reste einer Tierreihe auszumachen. Über dem dritten Mann erkennt man die Hufe eines Vierbeiners, wahrscheinlich eines Rindes. Über den Gefäßen ist ein Vogel erkennbar, vor dem sich eine schuppenartig ausgefüllte Struktur befindet.
Die gesamte Darstellung der Fragmente K 1103b1 und K 1103b2 ist wahrscheinlich als Sieges- und Tributszene anzusehen. Die Besiegten mit den langen, glatten Haaren stellen Gefangene und liefern Tribut, der auf ein Schiff verladen wird. Die Kombination von Vogel und Berg könnte laut Dreyer die Bezeichnung eines bestimmten Ortes sein. Die gesamte Szene würde demnach ein reales historisches Ereignis wiedergeben.

### Fragment K 1103c1
Dieses Fragment hat eine Länge von 4,03 cm, eine Höhe von 0,55 cm und einen Durchmesser von 0,35 bis 0,75 cm. Es ist rechts bis zum ursprünglichen, zur Klinge hin gelegenen Griffende erhalten. Auf der Rückseite ist die Unterkante des Klingenbetts erkennbar. Vom Dekor sind zwei Tierreihen erhalten. In der unteren sind noch deutlich sechs nach rechts gewandte Rinder sichtbar. Drei weitere vor ihnen befindliche Artgenossen sind wegen des schlechten Erhaltungsgrades nur noch schemenhaft zu erahnen. Über den Rindern sind noch die Schwänze und Beine von zwei nach links schreitenden Vögeln zu erkennen.

### Fragment K 1103c2
Fragment K 1103c2 hat eine Länge von 3,35 cm, eine Höhe von 0,85 cm und einen Durchmesser von 0,33 bis 0,43 cm. Es ist stark verwittert. Auf der Rückseite ist das Klingenbett erkennbar. Abgebildet ist eine Reihe von sechs nach rechts blickenden Löwen. Oberhalb des zweiten und dritten Löwen sind vier Beinpaare auszumachen. Eine Artbestimmung ist nicht möglich, es könnte sich um vier Vögel oder aber um zwei Huftiere handeln. Wahrscheinlich blickten diese Tiere nach links. Unterhalb des ersten sowie unter der Lücke zwischen dem zweiten und dritten Löwen sind noch Hörner von vermutlich gleichfalls linksläufigen Widdern oder Capriden auszumachen.

### Fragment K 1103c3
Dieses Fragment hat eine Länge von 2,3 cm, eine Höhe von nur 0,2 cm und einen Durchmesser von etwa 0,65 cm. Auf der Rückseite ist ein kleiner Teil des Klingenbetts zu erkennen. Vom Dekor sind nur die Körper von drei nach links ausgerichteten Säugetieren erhalten. Der untere Teil ihrer Beine ist verloren, ebenso der Großteil ihrer Köpfe. Wahrscheinlich handelt es sich um Capriden.

### Fragment K 1103c4
Das Fragment K 1103c4 hat eine Länge von 2,65 cm, eine Höhe von 1,05 cm und einen Durchmesser von 0,85 cm. Das Dekor ist auf diesem Fragment sehr schlecht erhalten. Gut erkennbar ist lediglich der Kopf eines nach links blickenden Feliden. Wahrscheinlich handelt es sich dabei um eine Löwin.
Die genaue Stellung der vier Tierreihen-Fragmente zueinander ist unklar. Fragment c1 dürfte ans untere Ende des Bildfeldes gehören, was die Unterkante des Klingenbetts auf der Rückseite verrät.  Fragment c2 hingegen dürfte wegen seines geringen Durchmessers in den mittleren Bereich des Griffs zu platzieren sein. Zwischen den Rindern auf c1 und den Löwen auf c2 dürften mindestens vier weitere Tierreihen liegen. Die Fragmente c3 und c4 lassen sich nicht genauer einordnen.